# Turbinicarpus alonsoi
Espèce
Synonymes
- Pediocactus alonsoi (Glass & S. Arias) Halda[2]

Statut de conservation UICN

 CR B1ab(v)+2ab(v) : 
En danger critique
Turbinicarpus alonsoi est une espèce de plante à fleurs de la famille des Cactaceae. C'est un cactus endémique du Mexique.